# قورباغه‌ای غول‌پیکر
قورباغه‌ای غول‌پیکر یا قورباغه‌ای غول‌آسا (نام علمی: Stapelia gigantea) نام یک گونه از سرده گل قورباغه‌ای است.

## نگارخانه

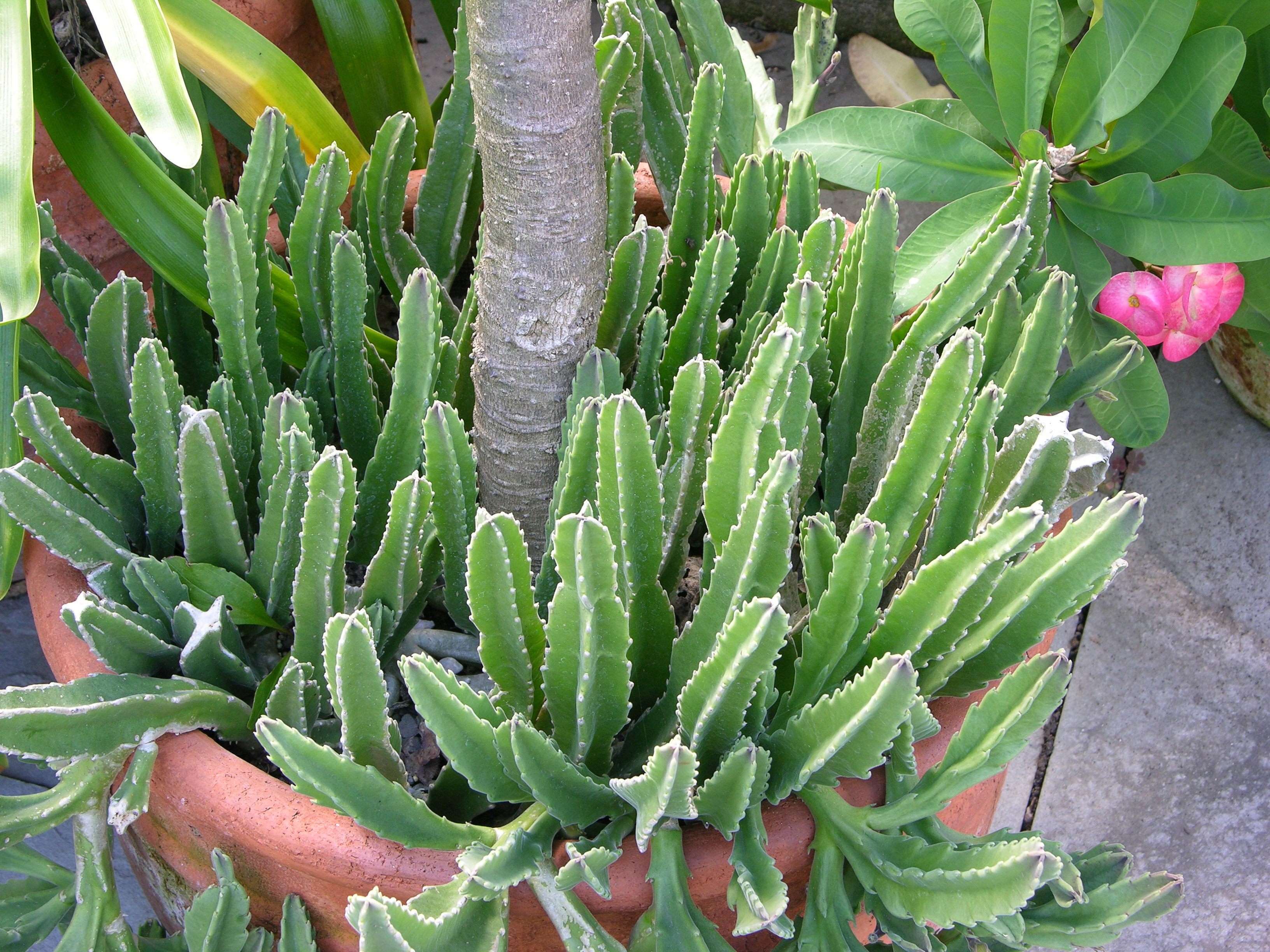
ساقه
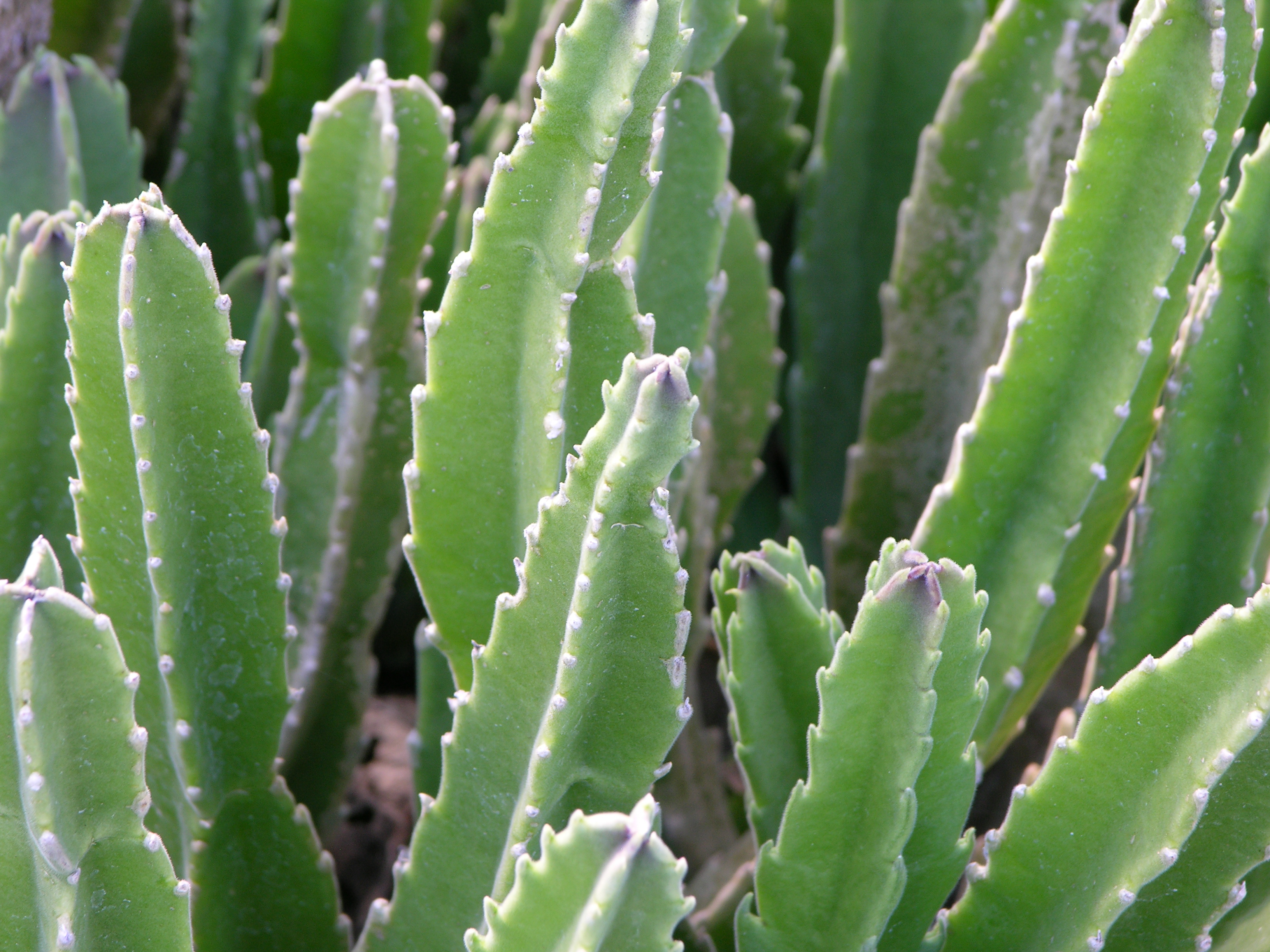
ساقه
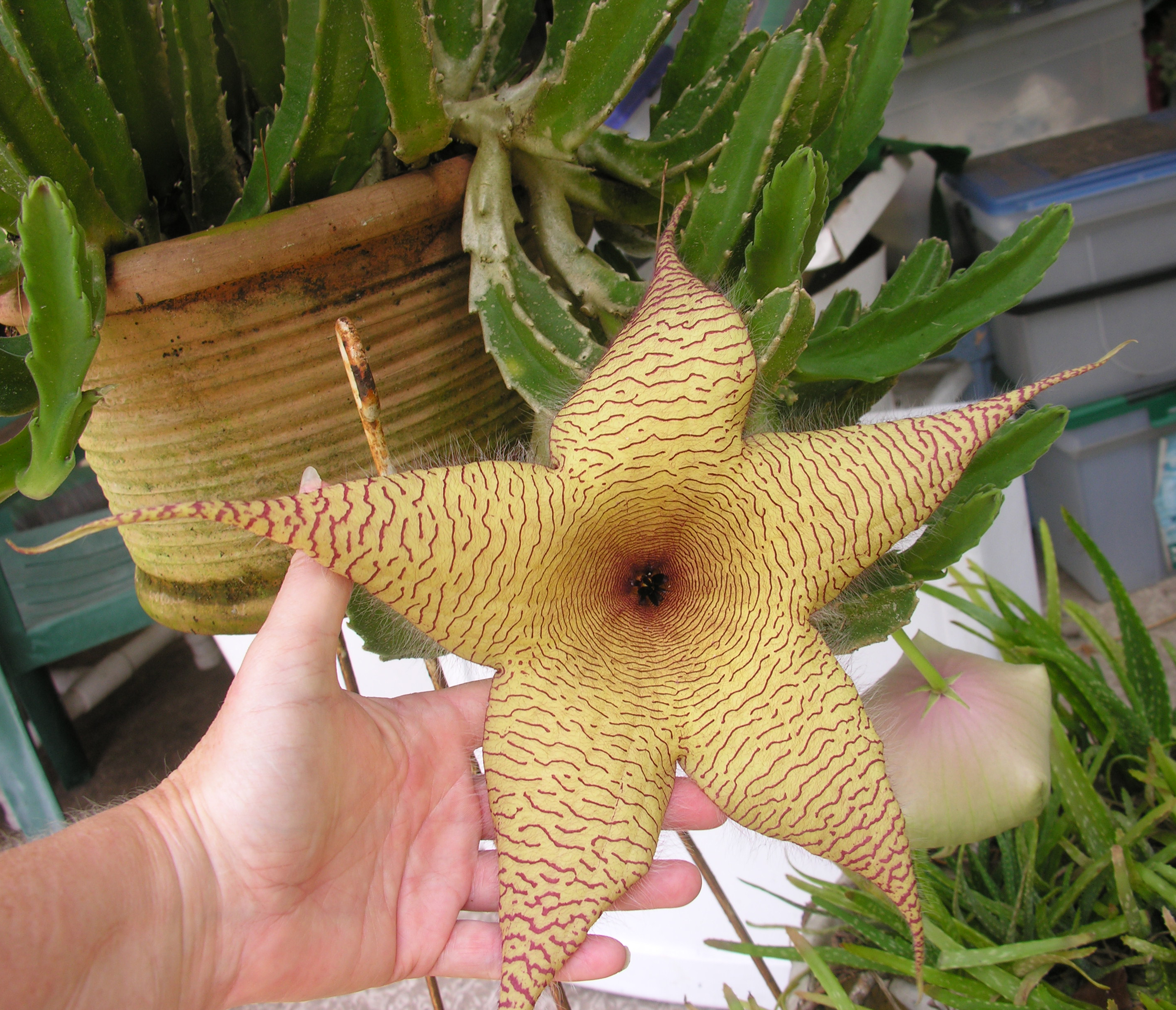
گل و غنچه